# Мисия на ООН за стабилизация на Хаити
Мисията на ООН за стабилизация на Хаити (на английски: United Nations Mission in Haiti – UNSTAMIH; на френски: Mission des Nations Unies pour la stabilisation en Haïti – MINUSTAH), е мироопазваща мисия на ООН в Хаити, която функционира от 2004 година.
Военната компонента на мисията се води от Бразилската армия, както и ръководителят е бразилец. Мандатът на Мисията бе удължен от Съвета за Сигурност на ООН отвъд оригиналния краен срок 15 октомври 2010. поради зародили се страхове от нестабилност. Сегашният мандат на мисията е до 15 октомври 2013. Отрядът в Хаити е съставен от военен персонал от 8940 военнослужещи и3711 полицейски служители, подкрепяни от международен и местен цивилен персонал, както и доброволци на ООН.
След земетресението в Хаити през 2010, ООН докладва, че щабът на мисията в Порт о Пренс е разрушен и ръководителят на мисията, Хайди Анаби от Тунис, неговият заместник, Луис Карлос да Коща от Бразилия, както и действащият полицейски комисар, Дъг Коутс от Канада, са починали.
На 14 януари 2010 г. централата на ООН изпраща Едмънд Мълет, предишния ръководител на MINUSTAH и действащ помощник генерален секретар по мироопазващите мисии, като действащ специален представител и междинен ръководител на MINUSTAH. На 22 януари Мълет разяснява, че MINUSTAH ще се концентрира върху подпомагането на Националната Полиция на Хаити в осигуряването на сигурност в страната след земетресението, докато военните сили на САЩ и Канада ще разпространяват и доставят хуманитарна помощ.

## Профил
Според мандата от Съвета за сигурност към ООН от MINUSTAH се изисква да концентрира използването на ресурсите си, включително цивилната полиция, върху подобряване на сигурността и защитата по време на изборния период и да подпомага местните власти във възстановяването и поддържането на закоността, обществената сигурност и ред в Хаити. MINUSTAH е основана от Резолюция на Съвета за Сигурност към ООН на 30 April 2004, тъй като Съветът смята ситуацията в Хаити за заплаха за международния мир и сигурност в региона. През 2004 г. миротворци на ООН извършват операция в Cité Soleil в опит да възстановят контрола върху областта и да преустановят анархията.
През 2004 г. независими правоопазващи организации обвиняват MINUSTAH и полицията в Хаити за съучастие в многобройни зверства над цивилни. ООН, след като настойчиво отрича да е отнемало живота на цивилни, по-късно прицинява, че е възможно цивилни животи да са били загубени, но е било непреднамерено и се е случило вследствие на борба срещу престъпни организации. ООН също твърди, че дълбоко съжалява за загубата на животи по време на операцията.
В началото на 2005 година командирът на отряд, генерал-лейтенант Аугусто Рибейро Перейра дава показания пред комисия на бразилския конгрес, твърдейки че „ние сме под екстремен натиск от международното общество да използваме насилие“, цитирайки Канада, Франция и Съединените американски щати. По-късно същата година, командирът си подава оставката и на 1 септември 2005 е заменен с генерал Урано Тейксейра де Мата Баселар. На 7 януари 2006, Баселар е намерен мъртъв в хотелската си стая.
На 17 януари 2006 г. е обявено, че бразилският генерал Хосе Елито Карвальо де Сикуейра ще остане като постоянен заместващ на Баселар като глава на отряда на ООН в Хаити.
На 14 февруари 2006 г. според резолюция 1658 на Съвета на Сигурност към ООН, мандатът на мисията в Хаити е удължен до 15 август 2006.
MINUSTAT е също така прецедент като първата мисия в региона, която е водена от бразилската и чилийската армия и почти изцяло съставена от латиноамерикански сили, по-специално от Бразилия, Аржентина, Чили, Боливия, Еквадор и Уругвай.
От 1 септември 2007 г. до смъртта му по време на земетресението в Хаити от 2010 г. мисията се води от тунизиеца Хеди Анаби.

## Доклади и резолюции на ООН
На 23 февруари 2004, Съветът за сигурност на ООН е свикан по молба на CAPRICOM за пръв път от 4 години, за да адресира влошаващата се ситуация в Хаити.
На 29 февруари 2004, Съветът за сигурност приема резолюция „вземаща под внимание оставката на Жан-Бертран Аристид като Президент на Хаити и заклеването на Президента Бонифас Алекзандър като действащ Президент на Хаити спрямо Конституцията на Хаити“ и ауторизира незабавно разгръщане на международните сили.
На 30 април 2004 се установява MINUSTAH и се дава мандата на мисията с военен компонент от до 6700 военнослужещи.
През юли, Генералната асамблея на ООН ауторизира финансирането на мисията с 200 милиона долара which followed a donors' conference in Washington DC.
Първият доклад от MINUSTAH е съставен в края на август.
През септември, заместващият президент на Хаити, Бонифас Алекзандър, говори пред Генералната асамблея на ООН, подкрепяйки MINUSTAH.

## Статут
Въпреки че Мисията на ООН за Стабилизация на Хаити (MINUSTAH) е в държавата от 2004, към 2007, тя продължава да се бори за контрол с различни паравоенни групи. Мисията поддържа въоръжен преден пост на входа на Cité Soleil, а пътят е блокиран с военна техника. In January 2006, two Jordanian peacekeepers were killed in Cité Soleil. През октомври 2006, тежко въоръжена група на националната полиция на Хаити успява да влезе в Cité Soleil за пръв път от три години и да остане там повече от час, докато бронирани части на ООН патролират областта. Тъй като това е областта, в която въоръжените банди крият жертвите на отвличания, възможността на полицията да пробие в този район се счита за знак за прогрес. Ситуацията на продължаващо насилие е подобна в Прт о Прес. Бивши военни, поддръжници на бившия президент, окупират дома на бившия президент Жан-Бертран Аристид против волята на правителството на Хаити. Преди Коледата на 2006, отрядът на ООН обявява, че ще заеме по-твърда позиция и мерки срещу въоръжените банди в Порт о Прес, но от тогава атмосферата не се е подобрила съществено и въоръжените пътни блокади и загражденията с бодлива тел не са премахнати. След като четирима души са убити и други шест – ранени – при размяна на огън между военнослужещи от ООН и престъпници в Cité Soleil през януари 2007, Съединените американски щати обявяват, че ще увеличат приноса си с още 20 милиона долара с цел отварянето на повече работни места в града.
През февруари 2007, 700 военнослужещи от ООН навлизат в Cité Soleil в съществена схватка. Въпреки че военните правят периодични влизания в областта, говорител на организацията отбелязва, че това е едно от най-големите такива, опитвани от сили на ООН.
На 28 юли 2007, Едмънд Мълет, Специалният пратеник на ООН в Хаити и ръководителят на мисията MINUSTAH, предупреждават за рязко увеличаване на случаите на линчувания и нападения на мафията в Хаити. Посочва се, че MINUSTAH, която вече има над 9000 военнослужещи там, ще започне широкомащабна кампания, за да напомни на гражданите, че линчуването е престъпление.
На 2 август 2007, Генералният секретар на ООН, Бан Ки Муун, пристига в Хаити, за да оцени ролята на силите на ООН, обявявайки, че първо ще посети Cité Soleil. Бан Ки Муун посочва, че градът е последното бандитско гето на Хаити и затова борбата срещу въоръжените банди в него е най-важната цел на миротворците. На това посещение се обявява и удължаването на мандата на мисията на ООН в Хаити. Президентът Рене Превал изразява двойствени чувства и отношение към присъствието на силите за сигурност на ООН, твърдейки че „ако попитаме народа на Хаити дали иска силите на ООН да напуснат, отговорът би бил да“ През април 2008, Хаити страда от критична продоволствена криза, както и от политическа дестабилизация, след като парламентът се проваля да ратифицира избора на президента за премиер министър. Следват няколко бунта, но след като сили на ООН откриват огън с гумени куршуми по размирници в Порт о Пренс, те стихват. Ръководителят на MINUSTAH призовава новото правителство да бъде сформирано възможно най-бързо. Междувременно, ООН помага с извънредни продоволствени доставки. Хаити е ударено от 4 последователни урагана между август и септември 2008. Бурите осакатяват крайбрежните региони и изискват хуманитарна помощ за над 800 000.
Критиците на целта на MINUSTAH да спомага за увеличаване на сигурността казват, че повишеното полицейско присъствие е придружено със злощастните последствия от неглижирането на огромните обществено-икономически проблеми в областта, липсата от развитие на инфраструктура, висока безработица и бедност. През 2009 година, след назначаването на Бил Клинтън като специален пратеник на ООН, съществува надежда, че международното общество ще даде допълнителна помощ. MINUSTAH подновява своите усилия в Хаити и над 3 милиона долара средства за инфраструктурни проекти са заделени, по-голямата част от тях за възстановяване на разрушените от ураганите области. Въпреки това, в Cité Soleil започват да се наблюдават настроения за обявяване на политическа независимост, които международната общност игнорира.
През октомври 2010, девет месеца след земетресението, ООН отново удължава мандата на MINUSTAH. Удължаването се посрещя с гняв в Порт о Прес, като демонстрантите скандират „Долу окупацията“ и изгарят националното знаме на Бразилия, чийто сили формират най-голямата част от контингента на мисията.

## Земетресението в Хаити през 2010
На 12 януари 2010, ООН докладва, че щабът на Мисията за Стабилизиране на Хаити, хотелът Крисъф в Порт о Пренс, както и няколко други инфраструктурни сгради на ООН, са разрушени; голям брой от персонала на ООН е в неизвестност след земетресенеиието. Президентът Рене Превал обявява на 13 януари, че ръководителят на мисията на ООН, Хеди Анаби, е починал, като новината е потвърдена от ООН на 16 януари, след като спасителен отряд намира. Специалният представител Луис Царлос да Коща също е намерен мъртъв, както и действащият полицейския комисар на канадската конна полиция, Дъг Коутс, който е бил на среща с осем китайски граждани – четири миротвореца и делегация от четирима полицейски служители от Китай – по време на земетресението. Китайският спасителен екип намира телата на десетимата на 16 януари 2010. Йенс Кристънсън, старши хуманитарен офицер от ООН е спасен от спасителен екип от Феърфакс, Вирджиния, след като прекарва пет дни в капан под отломките.

## Състав на мисията
Ръководители на Мисията:
- Хуан Габриел Валдес от Чили, август 2004 до май 2006.[50]
- Едмънт Мълет от Гватемала, юни 2006 до август, 2007.[51]
- Хеди Анаби от Тунис, септември 2007 до януари.[52]
- Едмънт Мълет от Гватемала, януари 2010 до юни 2011.[53]
- Мариано Фернандес Амунатеги от Чили, юни 2011.[54]

Командири на военните сили на MINUSTAH:
- Генерал Аугусто Хелено Рибейро Перейра, Бразилия, 2004 до август
- Генерал Урано Тейксейра да Мата Баселар, Бразилия, септември 2005 до януари 2006.[55]
- Генерал Едуардо Алдунате Херман, Чили, януари 2006 (временно назначение)
- Генерал Хосе Елито Карвальо Сикуейра, Бразилия, януари 2006 до януари 2007.[56]
- Генерал Карлос Алберто дос Сантос Круз, Бразилия, януари 2007 до април, 2009.[57]
- Генерал Флориано Пеихото Виейра Нето, Бразилия, април 2009 до март, 2010
- Генерал Луиз Гилермо Паул Крус, Бразилия, март 2010 до март 2011
- Генерал Луиз Едуардо Рамос Баптиста Перейра, Бразилия, март 2011 до март 2012
- Генерал Фернандо Родригес Гулар, Бразилия, март 2012.

Държави допринасящи с военен персонал (общо 7206 военнослужещи):
Аржентина (558), Боливия (208), Бразилия (2200), Канада (10), Чили (499), Хърватска (3), Еквадор (67), Франция (2), Индонезия (167), Гватемала (118), Йордания (728), Непал (1075), Парагвай (31), Перу (209), Филипините (157), Шри Ланка (959), САЩ (4) и Уругвай (1135).
Държави допринасящи с полицейски/цивилен персонал (2031 общо служители)
Израел (14), Бенин (32), Бразилия (4), Буркина Фасо (26), Камерун (8), Канада (94), ЦАЕ (7), Чад (3), Чили (15), Китай (143), Колумбия (37), Кот‘д‘ивоар (60), ДР Конго (2), Египет (22), Ел Салвадор (7), Франция (64), Гренада (3), Гвинея (55), Индия (139), Италия (4), Ямайка (5), Йордания (312), Мадагаскар (2), Мали (55), Непал (168), Нигер (62), Нигерия (128), Пакистан (248), Филипините (18), Румъния (23), Русия (10), Руанда (14), Сенегал (131), Сърбия (5), Испания (41), Шри Ланка (7), Того (5), Турция (46), САЩ (48), Уругвай (7), Йемен (1).

## Скандал с холера
През 2010 съществуват съмнения, че база на ООН е източник на епидемия от холера, която убива над 4000 души.

## Критика
Редица инциденти и самата цел на мисията на ООН са предизвиквали широко разпространена критика и искания за оттегляне.

### Политическа пристрастност
Мисията на ООН в Хаити е единствената съществена военна мисия на ООН изпратена в държава с вътрешен конфликт без мирно споразумение между страните по него. Критиците характеризират MINUSTAH като опит на САЩ, Канада и Франция да отстранят демократично избрания популистки президент Жан-Бертран Аристид и да се неутрализират поддръжниците на Фанми Лавалас, и да се установи про-западното правителство на Жерар Латорту. През 2005, доклад изготвен от активисти за човешки права от Харвард твърди, че стабилизационните сили са послужили за чадър на полицейските сили, които са провели кампания на терор в гетата на Порт о Пренс, които са били бастион на подкрепа за Аристид и Лавлас.

### Инцидентът от 6 юли 2005
На 6 юли 2005, MINUSTAH провежда операция в Cité Soleil.
Говорителят на мисията твърди, че операцията е прицелена в база на нелегално въоръжени бунтовници, водени от Дред Вилме. Доклади на източници близки до Лавалас, както и на журналисти като Кевин Пина, твърдят, че операцията е прицелена в цивилни лица и е била опит за унищожаване на поддръжници на лидера в изгнание, Аристид, преди насрочените предстоящи избори. Броят на жертвите се предполага, че е около 80, като най-високата бройка е посочена от журналистите, които твърдят, че операцията е прицелена в цивилни. Според всички източници, персонал на мисията не е бил убит. Всички източници също твърдят, че Дред Вилме е бил убит по време на операцията. Той е наричан „гангстер“ от говорителя на MINUSTAH. Други източници, близки до Аристид, наричат Вилме обществен лидер и мъченик.
Инцидентът се превръща в тема за основните критици на мисията, които подкрепят връщането на Аристид. MINUSTAH също е обвинявана за липса на действие, докато кадри на полицията в Хаити са извършвали кланета и актове на терор срещу поддръжници на Лавалас и хаитяни, които са принципно против окупацията.
На 6 януари 2006, ръководителят на мисията Хуан Габриел Валдес съобщава, че MINUSTAH ще започне нова операция срещу Cité Soleil. Той твърди, че опасенията на правозащитните организации са неоснователни и обявява, че служители на мисията ще се намесят в идните дни, тъй като няма друг изход, дори и ако се наложи да бъдат претърпени странични щети

### Секс скандал
През ноември 2007, 114 члена на контингента от Шри Ланка в Хаити са обвинени в сексуален тормоз. 108 члена, включително и 3 офицера, са изтеглени от Хаити, след като биват замесени в секс скандала. Говорителката на ООН, Мишел Монтас, казва: „ООН и правителството на Шри Ланка дълбоко съжаляват за сексуалната експлоатация и тормоз, който се е състоял“ Офисиалните служители на Шри Ланга твърдят, че има малко неоспорими доказателства по случая. След вътрешно разследване, органите на ООН установяват, че актове на сексуална експлоатация и тормоз срещу деца са били чести и са се случвали предимно нощен, практически навсякъде, където мисията е имала контингенти.

### Инцидент от 18 юни 2009
Фанми Лавалас, най-голямата политическа партия в Хаити, изпраща католическия свещеник Жерар Жан-Жюсте в последния му път на 18 юни. Процесията и демонстрациите са внезапно прекъснати от стрелба, която може да бъде чута иззад ъгъла. Според свидетелите, бразилски войници от мисията на ООН са открили огън, след като са се опитали да задържат един от участниците в процесията. Според ООН не е имало такава стрелба и официалната позиция е, че жертвата е убита или с камък от тълпата, или с някакъв тъп инструмент. Свидетелите след това твърдят, че ООН се е опитало да покрие случая.